# Súðavík

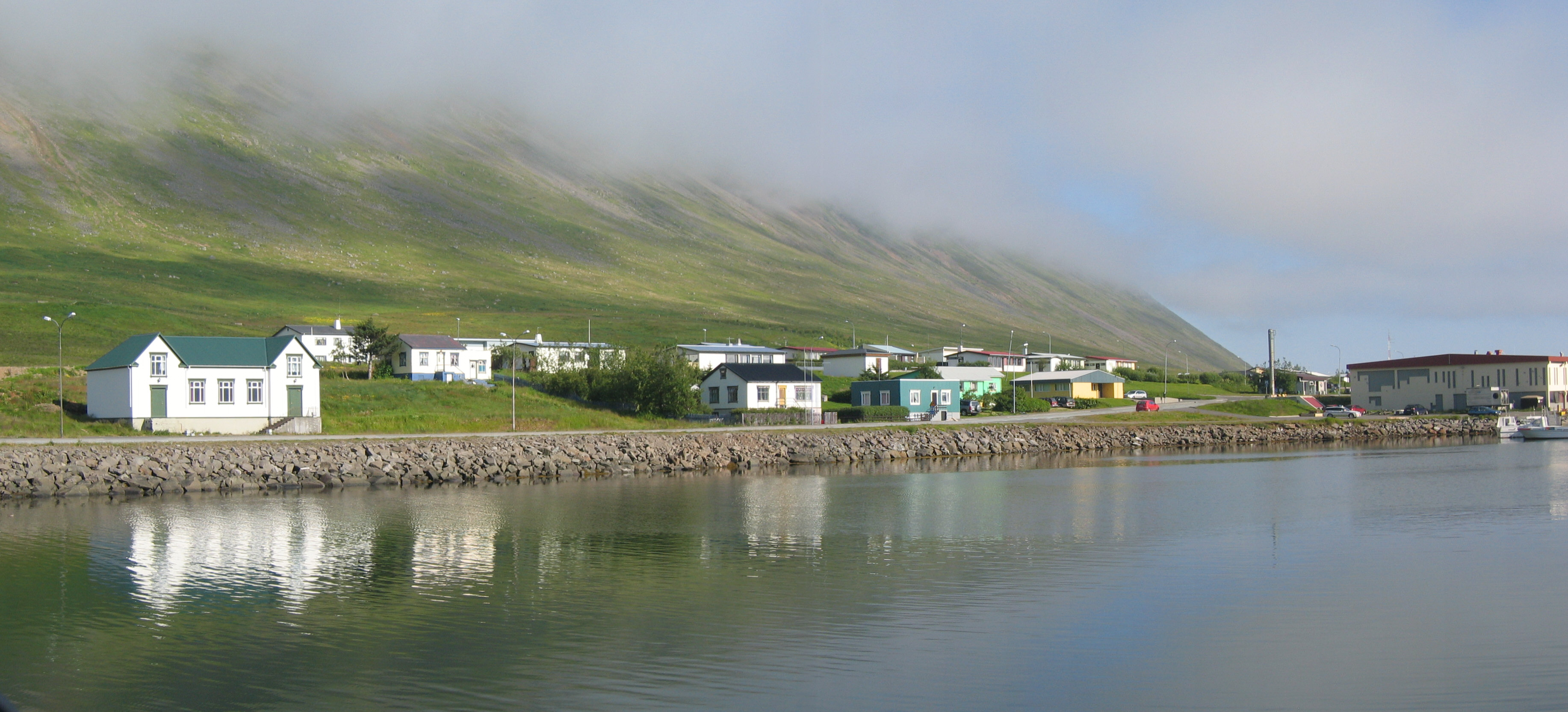
Súðavík

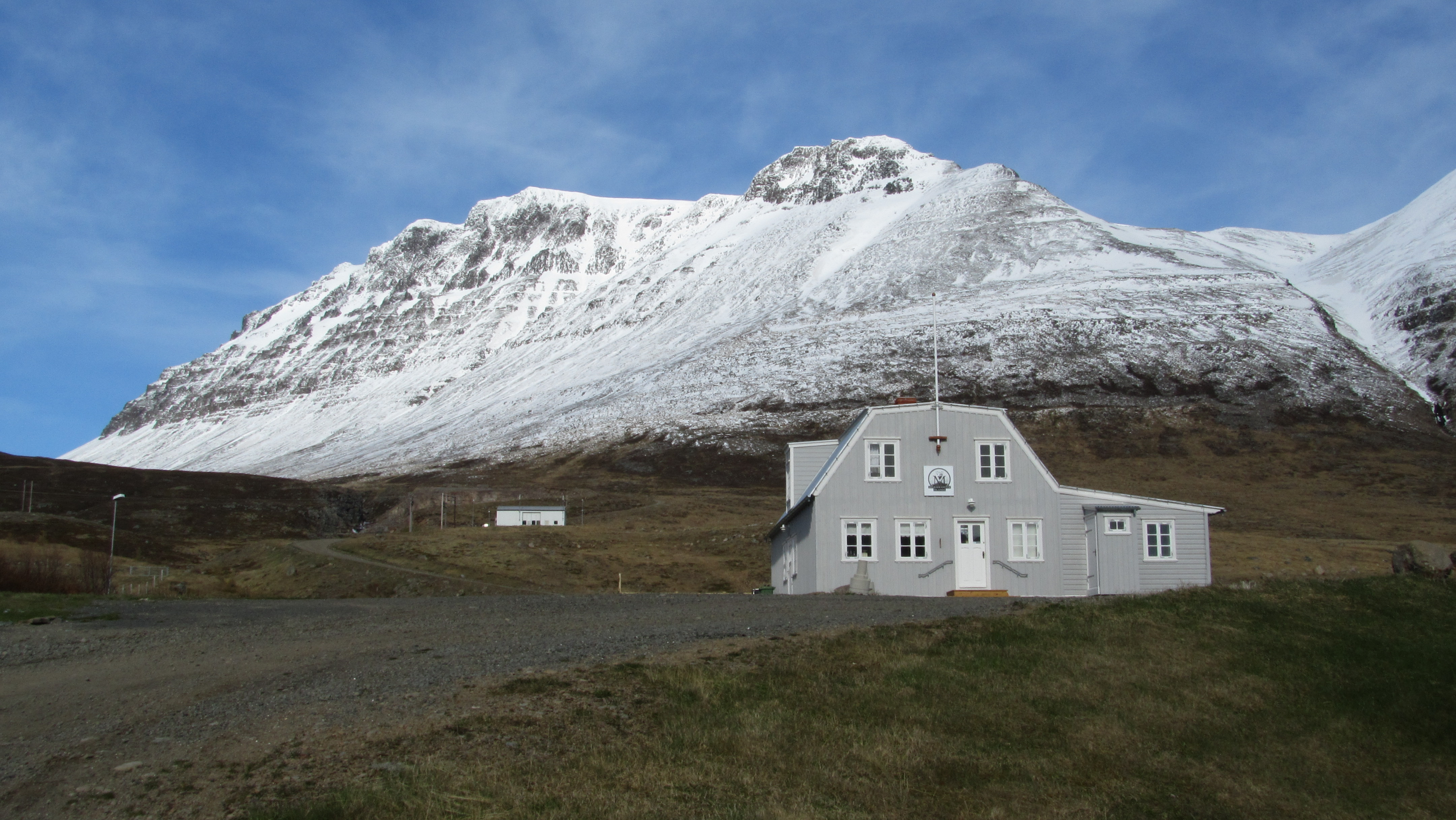
Polarfuchszentrum und -museum

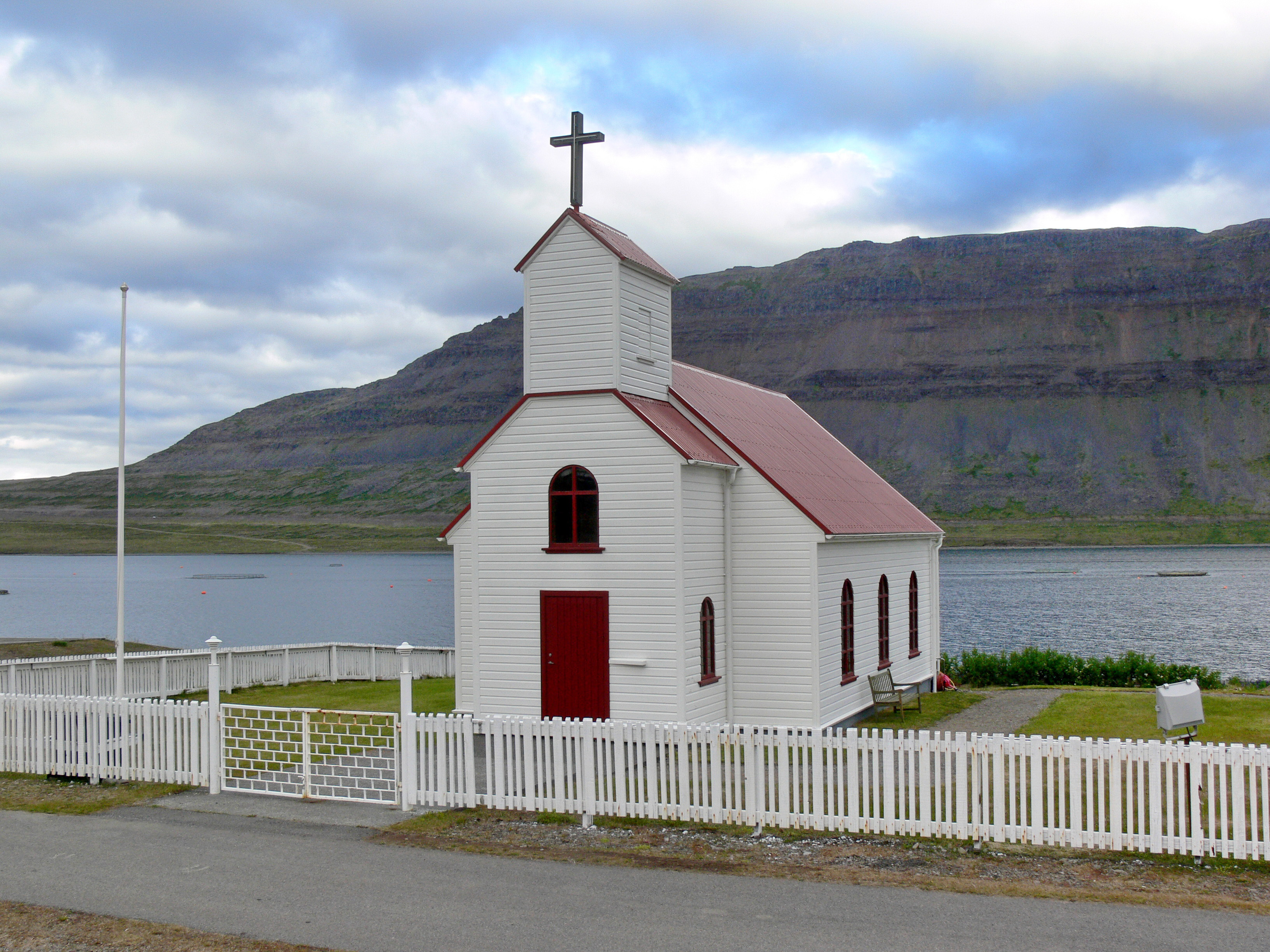
Kirche in Súðavík

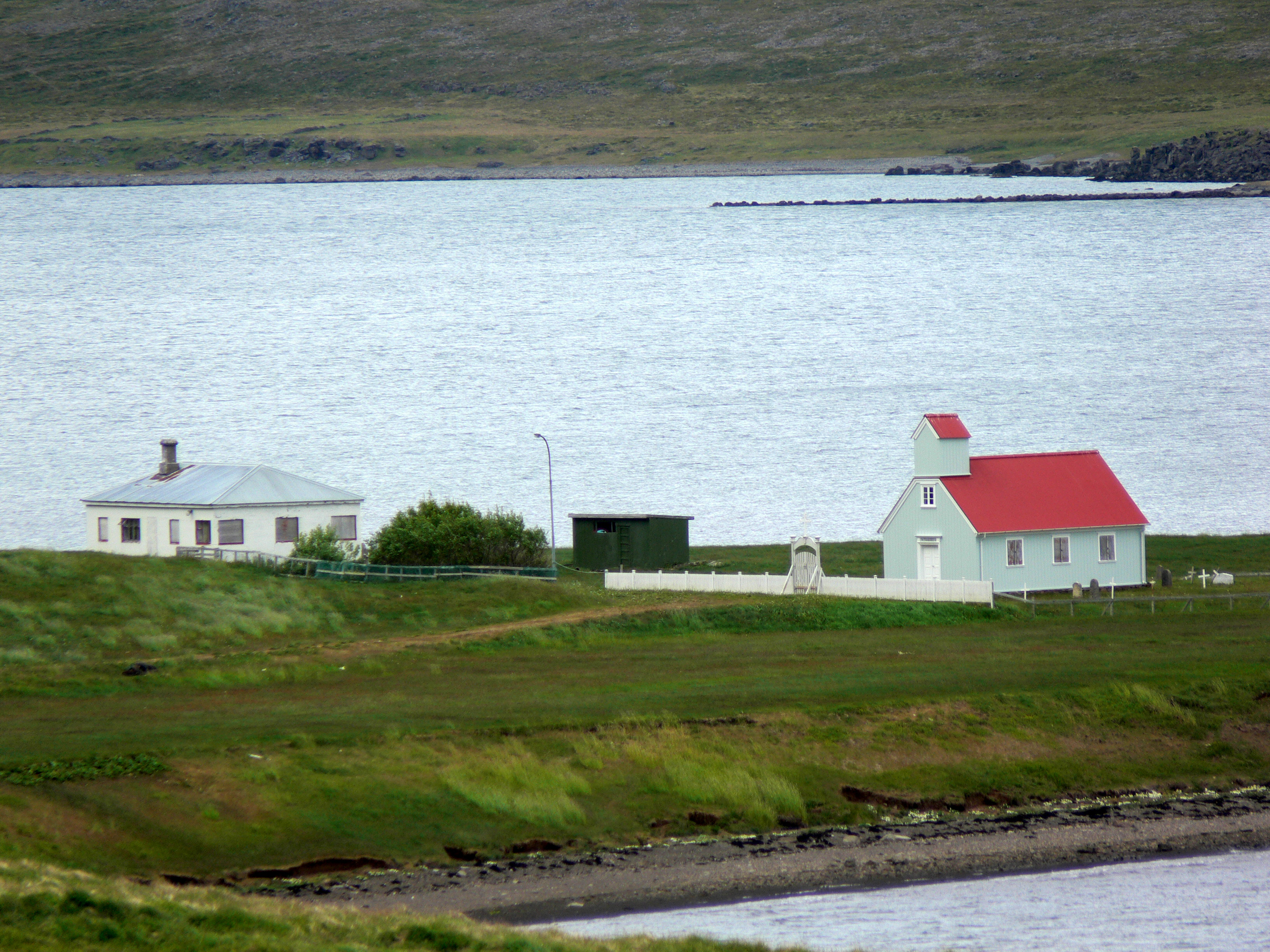
Hof Eyri und Kirche Eyrakirkja

Die Landgemeinde Súðavík (isländisch Súðavíkurhreppur) liegt in der Region Vestfirðir im Nordwesten Islands.

## Lage und Größe
Súðavík ist ein kleiner Fischerort im Álftafjörður. Das Gemeindegebiet wird von West nach Ost von den Fjorden Álftafjörður, Seyðisfjörður, Hestfjörður, Skötufjörður, Mjóifjörður, Reykjarfjörður und Ísafjörður eingeschnitten.
Am 1. Januar 2023 hatte die Gemeinde 235 Einwohner, im gleichnamigen Hauptort lebten 176  Einwohner.
Zur Gemeinde gehört auch der Ort Reykjanes.

## Geschichte
Dieses Gebiet war früher der Standort norwegischer Fischer, in Langeyri am Südrand der Ortschaft befindet sich noch eine verlassene norwegische Walfangstation.
Am Fuß eines mächtigen und wie überall in Island ab den mittleren Höhen waldlosen Berghanges gelegen, wurde der Ort immer wieder von Lawinen heimgesucht. Zuletzt wurden am 16. Januar 1995 bei einem Lawinenabgang 22 der 70 Häuser zerstört und 14 Personen getötet. Daraufhin wurde ein großer Teil des Ortes an anderer Stelle neu aufgebaut.
Am 1. Januar 1995 wurden die Landgemeinden Ögur (Ögurhreppur) und Reykjafjörður (Reykjafjarðarhreppur) eingemeindet.

## Einrichtungen
Die Kirche des Ortes, Súðavíkurkirkja, stand ursprünglich in Hesteyri am Hesteyrarfjord, wo sie am 3. September 1899 eingeweiht worden war. Das Bauholz war aus Norwegen herbeigeschafft worden, und der Bau war mit Hilfe norwegischer Walfänger erfolgt. In den 1940er Jahren verließen jedoch immer mehr Einwohner Hesteyri, so dass 1952 niemand mehr dort wohnte. Die Kirche wurde 1960 abgebaut und am heutigen Standort in Súðavík, das bis dahin über keine Kirche verfügte, wieder aufgebaut. Die Kirche wurde 1988 durch den rückwärtigen Anbau eines Chors vergrößert und steht seit 1990 unter Denkmalschutz.
In dem nach 1995 neu erbauten Teil des Ortes liegt auch das Polarfuchszentrum, welches eine Ausstellung und ein Café beinhaltet.
In Súðavík befindet sich der Hauptsitz von Iceland Sea Angling, einem Veranstalter für Hochseeangelreisen.
Súðavík verfügt über Grundschule, Kindergarten, Bibliothek, Gesundheitszentrum (Heilsugaeslustöð), Einkaufsmöglichkeit, Unterkünfte für Touristen, Tankstelle, Reparaturwerkstatt, verschiedene Gewerbebetriebe und über einen Campingplatz.
Auf dem Gehöft Ögur wurde 1859 die Holzkirche Ögurkirkja mit einem Dachreiter erbaut, die mehrere – größtenteils im Isländischen Nationalmuseum aufbewahrte – Kunstwerke besitzt. Das Retabel wurde  1889 von dem dänischen Maler Anker Lund gestaltet und stellt die Auferstehung Christi dar. Der Dachreiter wurde 1886 nachträglich angefügt. Die Ögurkirkja, die eine Länge von 9,52 m und eine Breite von 5,12 m aufweist, steht seit 1990 unter Denkmalschutz.
Das seit 1991 denkmalgeschützte, zweigeschossige Wohnhaus Gamla íbúðarhúsið Ögri wurde 1884–1885 aus Holz gebaut und befindet sich ebenfalls auf dem Hof Ögur. Es steht auf einem steinernen Sockel und hat eine Länge von 11,43 m und eine Breite von 7,66 m. Zum Zeitpunkt seiner Erbauung war es das größte Wohnhaus auf Island.
Am Seyðisfjörður steht auf dem Hof Eyri die seit 1990 denkmalgeschützte Eyrarkirkja. Sie wurde 1866–1867 aus Holz gebaut, ist 10,14 m lang und 5,92 m breit und hat einen Dachreiter mit einem Satteldach. In ihrer Glocke ist die Jahreszahl 1526 eingraviert, und ihr Taufbecken ist ein Geschenk norwegischer Walfänger. In der Kirche wird u. a. ein Grabstein mit der Jahreszahl 1600 aufbewahrt. Um Verwechselungen mit anderen gleichnamigen Kirchen zu vermeiden, wird die Kirche auch häufig „Eyrarkirkja í Seyðisfirði“ genannt. Sie wurde seinerzeit auf Geheiß des Bauern Guðmundur Bárðarson, dem der Hof Eyri gehörte, gebaut und befindet sich noch heute in Privatbesitz.
Auf dem geschichtsträchtigen Hof Vatnsfjörður, der sich am gleichnamigen Fjord zwischen Mjói- und Ísafjörður befindet, steht auf der Landspitze Vatnsfjarðarnes die 1911–1912 für 60 Personen erbaute Steinkirche Vatnsfjarðarkirkja. Viele ihrer Kunstwerke sind heute im Isländischen Nationalmuseum ausgestellt. Nach der Reformation war die Vatnsfjarðarkirkja Pfarrkirche für einen der größten Bezirke Islands. Links vom Altar hängt ein großes Kreuz, das von dem 1888 verstorbenen Bildhauer Guðmundur Pálsson geschaffen wurde. Das Altargemälde mit der Jahreszahl 1860 wurde in Dänemark gestaltet und zeigt die Auferstehung Christi. Die seit 1990 denkmalgeschützte Kirche mit ihrem  markanten Dachreiter weist eine Länge von 9,51 m und eine Breite von 5,69 m auf.

## Verkehrsverbindungen
Im westlich gelegenen Skutulsfjörður liegt das Zentrum der Region Vestfirðir, die 17 km entfernte Stadt Ísafjörður. Nach und von dort besteht werktags eine Linienbusverbindung.
Der Ort ist über den Djúpvegur  zu erreichen.
Im Juli 2018 begannen die Untersuchungen für die Álftafjarðargöng, die die Verbindung nach Ísafjörður verbessern soll.

## Einwohnerentwicklung
Der Bevölkerungsrückgang zwischen 1997 und 2006 betrug 17 %.
| Datum         | Einwohner |
| ------------- | --------- |
| 1. Dez. 1997: | 277       |
| 1. Dez. 2003: | 229       |
| 1. Dez. 2004: | 235       |
| 1. Dez. 2005: | 235       |
| 1. Dez. 2006: | 229       |
| 1. Dez. 2007: | 214       |

## Weblinks

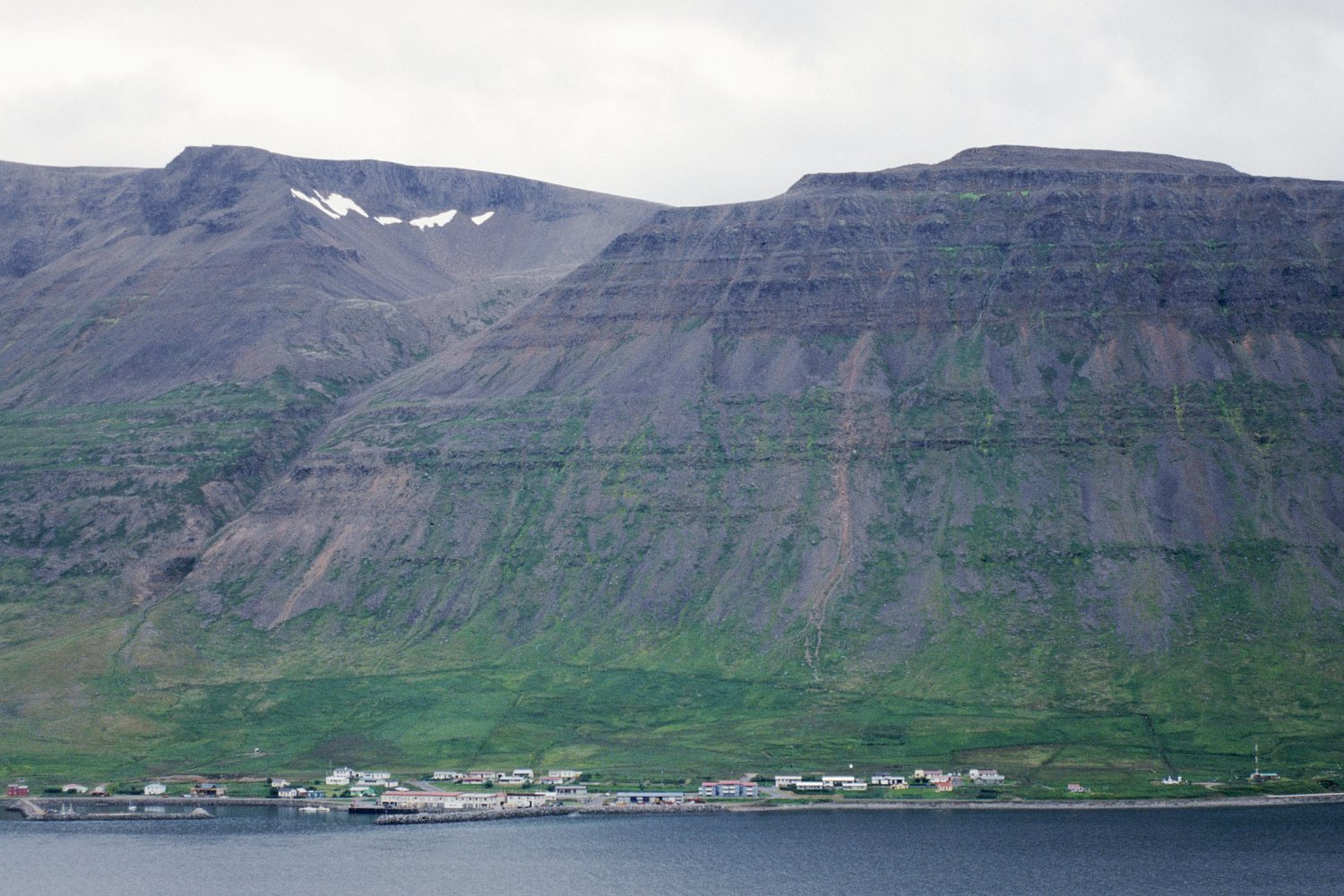
Ansicht von Súðavík über den Álftafjörður hinweg